# Le Gâteau
Le Gâteau est une nouvelle de Guy de Maupassant, parue en 1882.

## Historique
Le Gâteau est initialement publiée dans la revue Gil Blas du 19 janvier 1882, sous le pseudonyme de Maufrigneuse.  La nouvelle est reprise en 1899 dans le recueil posthume Le Père Milon.

## Résumé
Mme Anserre a un salon mi-littéraire, mi-politique où elle reçoit la crème intellectuelle et artistique de Paris. Son mari qui ne veut pas être en reste, décide de se passionner pour l’agriculture, étudie scientifiquement le sujet, se fait nommer dans une commission au ministère de l’agriculture et reçoit le même jour que sa femme ses amis « laboureurs ».
Chacun sa pièce, Madame dans sa galerie. Monsieur dans son fumoir que Madame surnomme ironiquement le « salon de l’agriculture ». Pour limiter les dépenses, on n’achète qu’une seule brioche d’abord servie chez Madame, le reste étant offert ensuite chez Monsieur.
Les laboureurs remarquent que celui qui a le privilège de couper la brioche chez Madame est l’homme du moment, celui que l’on écoutera. Les coupeurs se suivent. Peintres, romanciers ou poètes, tous auront été à tour de rôle les « favoris de la brioche ».
Avec le temps, l’intérêt pour devenir le coupeur de brioche diminue. À tel point que Mme Anserre doit plusieurs fois la couper elle-même devant le manque de volontaire. Qui pis est, quand elle arrive avec sa brioche, tous vont se réfugier au salon de l’agriculture.
Les années passent. La beauté de Mme Anserre n'est plus qu'un souvenir. Arrive un jour un nouveau dans son salon. Il coupe la brioche, n’y voyant pas malice. Le lendemain, quand il comprend la portée de son geste, il court au salon de l’agriculture pour demander conseil contre le phylloxera.

## Édition française
- Le Gâteau, dans Maupassant, Contes et Nouvelles, texte établi et annoté par Louis Forestier, éditions Gallimard, Bibliothèque de la Pléiade, 1974  (ISBN 978 2 07 010805 3).